# 青森県道166号中ノ渡十和田線

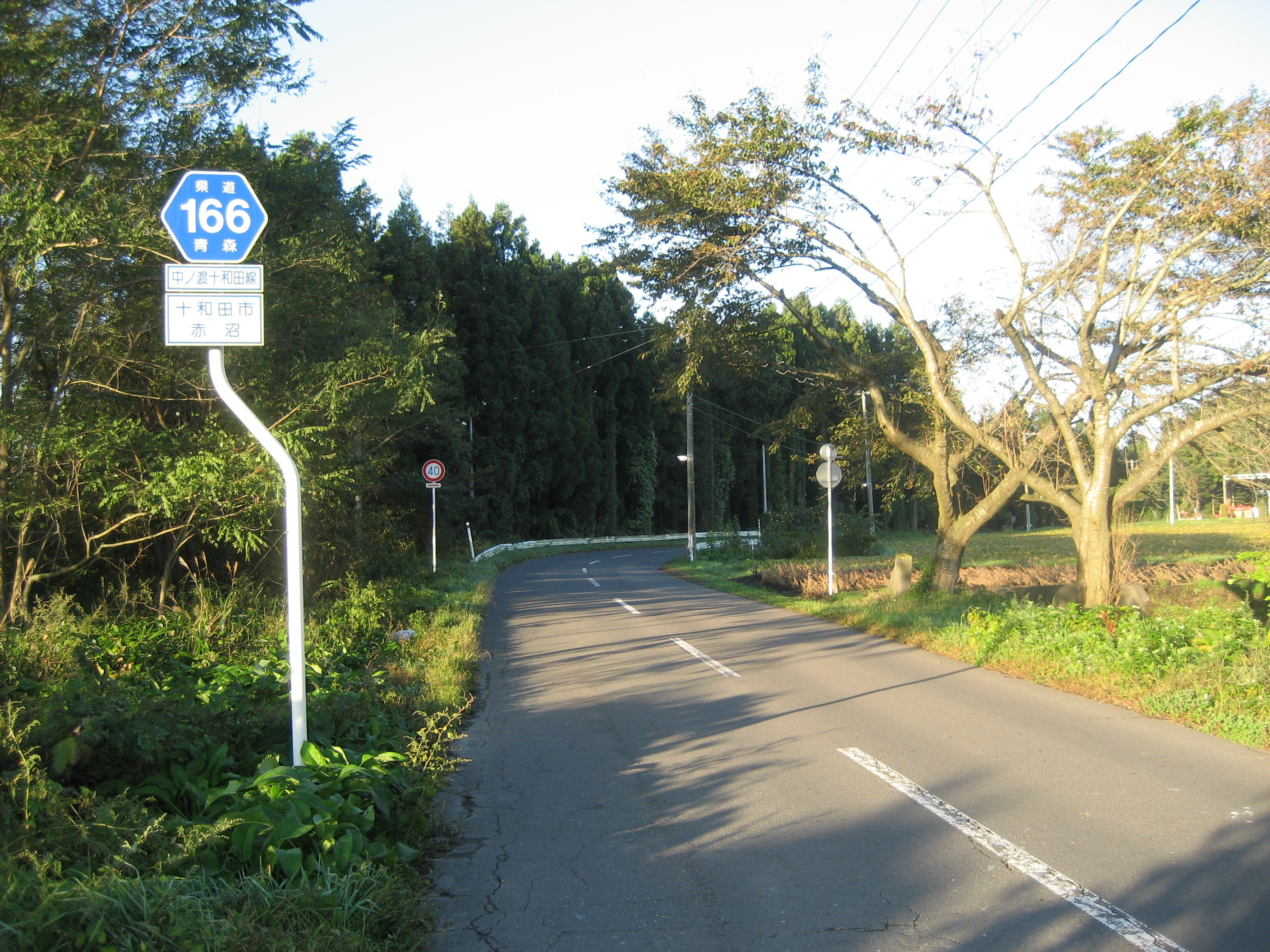
十和田市赤沼付近

青森県道166号中ノ渡十和田線（あおもりけんどう166ごう なかのわたりとわだせん）は、青森県十和田市を通る一般県道である。
路線名は青森県が発行する一部の公式文書などで中野渡十和田線と表記されることがある。

## 概要
十和田市大字奥瀬字中ノ渡で国道102号から分岐し、十和田市三本木で青森県道45号十和田三戸線に合流する。十和田市街地を通らない。

### 路線データ
- 起点 : 十和田市大字奥瀬字中ノ渡[2]
- 終点 : 十和田市[2]

## 歴史
- 1961年（昭和36年）2月10日 - 青森県道に認定される[2]。

## 地理

### 交差する道路
- 国道102号（十和田市大字奥瀬字中ノ渡、起点）
- 青森県道45号十和田三戸線（十和田市大字三本木、終点）

### 沿線の施設など
- 陸奥沢田郵便局
- 十和田市立沢田小学校
- 十和田警察署 沢田交番
- 青森県立十和田西高等学校
- 奥入瀬温泉